# 慶龍寺 (つくば市)
慶龍寺（けいりゅうじ）は、茨城県つくば市にある真言宗豊山派の寺院。一般には泉子育観音（いずみこそだてかんのん）の通称名で知られる。

## 歴史
1618年（元和4年）、慶龍上人によって開山された。慶龍は霊夢を見て弘法大師空海作といわれている観音菩薩像を背負って東国を旅していた。慶龍が桜川西岸に差し掛かった際、大雨で対岸に渡ることができず難儀していた。すると観音菩薩の加護により何とか対岸に渡ることができた。そして、この桜川東岸の当地に寺を創建することになった。
土浦藩の藩主だった土屋政直は、当寺を祈願所とし、表御門を寄進している。
ところが、明治時代に地元住民と住職が違法賭博に手を出し、寺の財産をすったあげくに梅毒にまで感染し、ついにこの住職は寺を追われる羽目になった。後任の住職は再建に乗り出し、何とか立て直すことに成功した。

## 文化財
- 如来荒神像（つくば市指定文化財 昭和62年5月21日指定）[3]

慶龍寺のギャラリー
- 表門
土浦藩主の土屋正直が、貞亨4年（1687年）に寄進したもの。
- 鐘楼
明治初期の廃仏毀釈の際、筑波山神社の境内にあった中禅寺が廃仏になった時に移設されたもの。
- 手水舎
水鉢には水海道と書かれている。
- 寺務所
入口にしだれ桜（エドヒガン）が植栽されており、花見スポットとしても有名。

## 交通アクセス
- つくば駅より車20分。